# Dennis Rader
Dennis Lynn Rader (Pittsburg, 9 maart 1945) is een Amerikaanse seriemoordenaar, die een levenslange gevangenisstraf uitzit voor de moord op minstens tien mensen tussen 1974 en 1991. Hij stond bekend als de BTK-moordenaar, wat staat voor Bind, Torture en Kill, zijn modus operandi.

## Biografie
Rader werd geboren als oudste van vier zoons van William Elvin en Dorothea Mae Rader. Hij groeide op in Wichita (Kansas) en behaalde een diploma op de Riverview School en later op de Wichita Heights High School. Rader zat van 1965 tot 1966 op de Kansas Wesleyan University, waarna hij vier jaar bij de Amerikaanse luchtmacht zat. 
Toen Rader in 1970 terugkwam van missies in onder meer Zuid-Korea en Turkije, verhuisde hij naar Park City, een voorstad van Wichita. Hij werkte een tijdje op de vleesafdeling van de plaatselijke supermarkt, waar zijn moeder boekhouder was. Hij trouwde op 22 mei 1971 met Paula Dietz. Hij studeerde elektronica op het Butler County Community College in El Dorado en behaalde daar in 1973 zijn diploma. Vervolgens studeerde hij door op de Wichita State University, waar hij in 1979 afstudeerde als “Administration of Justice”, in de graad van bachelor. Rader had intussen twee opgroeiende kinderen, die beiden geboren waren na zijn eerste moorden.
Van 1972 tot 1973 werkte Rader, net als twee latere BTK-slachtoffers, als monteur voor de Coleman Company, een bedrijf dat kampeerspullen maakt. Van november 1974 tot aan zijn ontslag in juli 1988 werkte hij op het kantoor van ADT Security Services in Wichita, een bedrijf dat alarminstallaties verkocht en installeerde. Hij bekleedde verschillende functies, waaronder die van installatiemanager. Er wordt aangenomen dat hij bij ADT Security Services leerde hoe hij een alarminstallatie zorgvuldig kon dwarsbomen, wat het mogelijk maakte dat hij kon inbreken in de huizen van zijn slachtoffers, zonder gepakt te worden. 
In 1989 was Rader voor drie maanden de supervisor van de volkstelling voor het gebied rondom Wichita, voorafgaand aan de federale volkstelling van 1990.
In 1991 was Rader supervisor van het gehoorzaamheidsdepartement in Park City; een tweemansbureau dat zorgde voor dierencontrole, huisproblemen, handhaving en nog enkele andere hinderlijke zaken. In deze positie betitelden buurtbewoners hem soms als overijverig en extreem strikt; een buurtbewoner beklaagde zich dat Rader haar hond zonder reden doodde. Op 2 maart 2005, hief de gemeenteraad van Park City het bureau van Rader op. (Op dat moment was Rader al gearresteerd door de autoriteiten.)
Rader was een lid van de Christ Lutheran Church, een Lutherse gemeente van rond de 200 mensen. Hij was meer dan 30 jaar lid en was verkozen tot voorzitter van het bestuur. Rader was bovendien scoutingleider en lid van de lokale Republikeinse Partij.
Op 27 juli 2005 zag rechter Eric Yost af van de gebruikelijke wachtperiode van 60 dagen, en gaf daarmee toestemming voor een onmiddellijke scheiding van Paula Rader, aangezien haar mentale conditie in gevaar was. Dennis Rader vocht de scheiding niet aan, waarmee een 34-jarig huwelijk ten einde kwam.

## Slachtoffers
Raders slachtoffer waren:
- 1974: Vier leden van één familie (Joseph Otero, zijn vrouw Julie Otero, en twee van hun vijf kinderen: Joseph Otero II en Josephine Otero)
- 1974: Kathryn Bright
- 1977: Shirley Vian
- 1977: Nancy Fox
- 1985: Marine Hedge
- 1986: Vicki Wegerle
- 1991: Dolores Davis

Rader probeerde bovendien Kevin Bright te vermoorden. Na zich heftig te hebben verweerd tijdens een wurgpoging, kreeg Bright twee kogels in het lichaam. Door neer te vallen en zich dood te houden, kon hij ontsnappen terwijl Rader zich met Kevins zus, Kathryn, bezighield. Zij kon echter niet ontsnappen. Volgens de politie is er geen reden om aan te nemen dat Rader verantwoordelijk is voor andere moorden. Rader verzamelde objecten van plaatsen waar hij een slachtoffer had gemaakt en er zijn geen objecten aangetroffen die in verband kunnen worden gebracht met andere moorden. Verder had Rader geen andere bedoelde slachtoffers, behalve Anne Williams, die in 1979 aan de dood ontsnapte, door veel later thuis te komen dan Rader verwachtte.
In 2023 werd er opnieuw onderzoek gedaan op een voormalig erf van Rader. Hij werd ervan verdacht Cynthia Dawn Kinney te hebben vermoord, die in 1976 verdween. Dit onderzoek werd gedaan naar aanleiding van een aantal tekeningen die Rader ooit van zijn slachtoffers had gemaakt. De politie heeft geen bewijzen kunnen vinden hiervoor.

## In de media
- In 2005 verscheen BTK als een hoofdstuk in De waargebeurde verhalen van 's werelds beruchtste SERIEMOORDENAARS van Borgerhoff & Lamberigts. Dit boek is het eerste deel uit hun zevendelige True Crime Library-reeks.
- In 2007 verscheen John Douglas' en Johnny Dodd's boek Inside the Mind of BTK. Het gaat over Douglas' rol als profiler tijdens het onderzoek naar de BTK-killer en zijn inzichten in de geest van Rader.
- In juni 2007 werd het boek Bind, Torture, Kill: The Inside Story of the Serial Killer Next Door uitgebracht door misdaadverslaggevers Roy Wenzl, Tim Potter Hurst Laviana en L. Kelly. Daarin wordt de geschiedenis van de BTK-killer uit de doeken gedaan aan de hand van destijds verschenen nieuwsberichten, aangevuld met interviews met Raders broer, met families van slachtoffers en met de opsporingsteams van destijds.
- In december 2009 rondde Stephen King het boek Een goed huwelijk af. Dit korte verhaal is gebaseerd op de verhalen van Dennis Rader en is geschreven vanuit het oogpunt van de vrouw van de moordenaar. King heeft zich ingebeeld wat een vrouw zou kunnen doen als ze erachter zou komen dat haar man een seriemoordenaar was en of het mogelijk was dat zijn vrouw niets geweten heeft van de moorden van haar man.
- De BTK-killer komt voor in de serie Mindhunter.
- De seriemoordenaar in de film The Clovehitch Killer uit 2018 is losjes gebaseerd op BTK.
- In de Netflix-serie Catching Killers komt Dennis Rader in de eerste aflevering van seizoen 2 naar voren.